# 2014年克里米亞歸屬公投
2014年克里米亚歸屬公投是俄军進入克里米亚自治共和国后，俄占当局單方面於2014年3月16日举行的一場公投。該公投決定是否從烏克蘭獨立，並且加入俄羅斯聯邦。参与者包含来自整个克里米亚半岛，包括克里米亚自治共和国和塞瓦斯托波爾市的选民。在公投开始前的2014年3月14日乌克兰宪法法院裁定公投违宪。就在同一天，被俄国占领军控制的克里米亞自治共和國最高拉達和塞瓦斯托波尔市议会就公投做出最后决定。俄国方面宣称16日的投票结果显示绝大多数（约97%）选民赞成脱乌入俄之动议。3月17日由俄罗斯控制的克里米亚自治共和国和塞瓦斯托波爾市俄占当局宣布认可这项公民投票结果。
2014年3月17日，克里米亚俄占当局宣称依据其操控的公投结果宣布克里米亚共和国成为一个独立的主权国家，与塞瓦斯托波尔市一起脱离乌克兰。同日，俄罗斯总统普京签署命令承认克里米亚共和国成为一个独立和主权国家。与此同时，克里米亚议会准备从速起草国际条约加入俄罗斯联邦。3月18日，俄罗斯签署条约接收克里米亚共和国和塞瓦斯托波尔市，并于21日将它们作为联邦主体编入克里米亚联邦管区。
除烏克蘭以外，該公投及其後的獨立、合併均被國際社會視為非法，除俄羅斯本身以外，只有少數國家承認此公投及克里米亞的主權變動。而俄羅斯及克里米亞政府則指責時任烏克蘭政府是非法政變產生的叛亂組織，拒絕承認其合法性並稱其無權就公投發表任何意見。

## 背景

### 歷史原因
1700年，俄羅斯帝國在第二次俄土战争中获胜并强迫奥斯曼帝国承认克里米亚独立，随后又趁克里米亚汗国内乱之机派兵占领了克里米亞半島（今克里米亞自治共和國），并于1783年正式将之吞并。
乌苏战争期间，苏俄于1918年初占领克里米亚，建立塔夫里苏维埃社会主义共和国。1918年4月，德意志帝国、乌克兰人民共和国和克里米亚人民共和国联军在克里米亚发起军事行动，击败当地的布尔什维克势力。此后，克里米亚相继遭德国建立的傀儡政权，卡拉伊姆人政权，俄国白军和布尔什维克占领。
蘇聯成立后，在克里米亚半島建立了一個自治共和國，即克里米亞蘇維埃社會主義自治共和國，隸屬俄羅斯蘇維埃聯邦社會主義共和國管轄。
俄国统治期间，在克里米亚进行了广泛的种族清洗和种族灭绝政策。这也使得克里米亚成为如今乌克兰唯一一个俄族人口高于乌克兰族的地区。1944年，克里米亞韃靼人全體被流放至中亞與西伯利亞一帶，史称克里米亚鞑靼人强制流放。
1955年，時任蘇聯共產黨中央委員會第一書記的尼基塔·謝爾蓋耶維奇·赫魯晓夫以紀念烏克蘭蘇維埃社會主義共和國成立35週年的名義，因应修建北克里米亚运河等原因，將克里米亚州劃出俄羅斯蘇維埃聯邦社會主義共和國，劃入烏克蘭蘇維埃社會主義共和國。
1991年苏联解体，恢復自治共和國地位的克里米亞蘇維埃社會主義自治共和國和乌克兰其他各州一样在乌克兰独立公投中以过半数支持从苏联独立，成为乌克兰的一个自治共和國。1992年2月26日，克里米亞蘇維埃社會主義自治共和國宣佈更改國號為克里米亞共和國。1992年5月5日，亲俄势力策动克里米亞共和國頒布與《烏克蘭共和國憲法》相衝突的《克里米亞共和國憲法》，並宣佈“有條件獨立”，但由於基輔的反對，因而從未舉行全民公投。6月，烏克蘭政府和克里米亞政府達成協議，克里米亞共和國保留高度自治權利，但仍屬於烏克蘭的一部分。
1992年12月17日，烏克蘭在克里米亞設立總統代表辦公室。由於駐克里米亞總統代表辦公室的設立，次年一月引發遊行示威，發起者包括俄羅斯救國陣線塞瓦斯托波爾分部和俄羅斯人民大會。
1993年，由於塞瓦斯托波爾作為黑海艦隊總部的戰略意義，且俄烏兩國对塞瓦斯托波尔海军基地所有权仍有爭議，故俄羅斯最高蘇維埃提出要求吞并塞瓦斯托波爾4月，俄羅斯最高蘇維埃又提議支持克里米亞獨立公投，並接納克里米亞共和國作為獨立實體加入獨聯體。但該提議後被撤回。
1994年，烏克蘭向剛剛當選的親俄的克里米亞共和国總統尤里·梅什科夫發出最後通牒，要求克里米亞限期一個月內與烏克蘭協調法律。並且由於蘇聯解體後，俄羅斯和烏克蘭對蘇聯黑海艦隊和塞瓦斯托波爾海軍基地的所有權之爭，局勢進一步升級，戰爭一觸即發。1993年俄羅斯憲政危機後，俄罗斯立场发生变化，俄羅斯總理切爾諾梅爾金稱俄羅斯對克里米亞半島沒有領土要求。12月，俄烏兩國簽署《布达佩斯安全保障备忘录》，承诺维护乌克兰的领土完整。同年，克里米亞共和國正式更名為克里米亞自治共和國。
1997年，俄烏兩國簽署《俄烏友好條約》，再度重申烏克蘭領土完整。同年俄烏兩國簽署《关于俄罗斯黑海舰队在乌克兰境内的地位和駐留条件的协定》，正式劃分黑海艦隊，並允許俄羅斯黑海艦隊租借塞瓦斯托波爾海軍基地。

### 導火線
2013年末，时任乌克兰总统亚努科维奇突然违背竞选承诺，拒绝和欧盟签订联系国协定和自由贸易协定，并试图加入俄国主导的欧亚经济共同体，此舉引发了大规模的政治危机。有消息指出：亚努科维奇拒绝和欧盟签订联系国协定的举动，是在俄罗斯的授意下进行的。
在试图暴力镇压示威失败后，亚努科维奇于2014年2月21日逃亡至俄罗斯并随即被乌克兰最高拉达投票罢免。俄羅斯總統普京通宵召開國安會議，與聯邦安全局的一眾部長商討解救被廢黜的烏克蘭總統亞努科維奇，會議結束時普京說：「我們一定要開始設法讓克里米亞‘回歸’俄羅斯。」亚努科维奇后自称从未支持俄罗斯吞并克里米亚，希望俄总统普京能让克里米亚回归乌克兰。但俄罗斯不予理会，还是于2014年3月宣布将克里米亚半岛正式吞并。亚努科维奇后遭通缉，被撤销前总统头衔，并因其叛国罪名成立被缺席判处13年监禁。
2014年2月26日克里米亞自治共和國最高拉達（克里米亚地方议会）发生冲突，造成2人死亡，35人送医治疗。2014年2月27日，沒有徽章的俄羅斯蒙面部隊佔領了克里米亞最高議會，並奪下克里米亞全境的戰略重地。事后，克里米亚危机的策划者、俄国特工斯特列尔科夫承认，是占领克里米亚的俄军控制了克里米亚当地议会并策划了“公投入俄”等活动。
乌克兰代总统亞歷山大·圖奇諾夫總統宣布按照法律賦予的權力停止克里米亞議會的決定，烏克蘭最高拉達將解散克里米亞自治共和國議會，保衛烏克蘭領土。但此时亲俄的克里米亚当局仍在2014年3月6日通過脫離烏克蘭並重新加入俄羅斯聯邦的公投提案，定于3月16日就此舉行“公投”。2014年3月7日，俄羅斯聯邦的國會正式通過克里米亞脫離烏克蘭並重新加入俄羅斯聯邦的請求。

## 公投選項

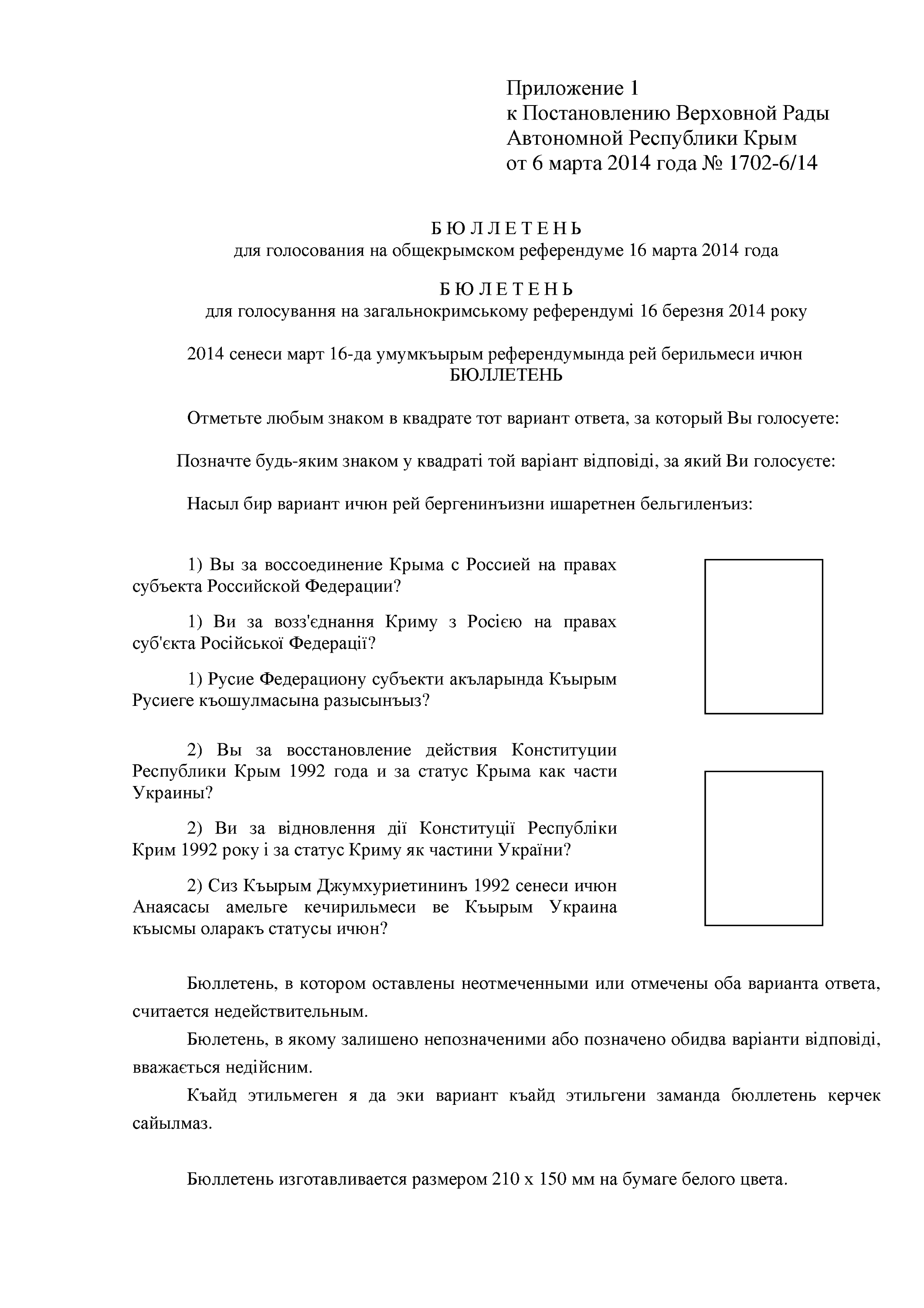
公投表格

根據相關法律，克里米亚議會決定，公投問題選項數目一共有兩條：
1. 你是否支持克里米亞加入爲俄羅斯聯邦的一部分？
2. 你是否支持恢復克里米亞作为烏克蘭一部分的1992年克里米亞共和國憲法（英语：Constitution of the Autonomous Republic of Crimea）？

公投表格以西里爾字母書寫的俄羅斯語、烏克蘭語及克里米亞韃靼語三語對照。兩條問題都沒有提供明確的是非作答選項，投票人只能二擇其一，同時作答兩條問題會被視作廢票，公投表格沒有提供「兩者皆否」或「維持現狀」的選項。根據路透社的評論，第二條選項「只會稍微拖延（克里米亞）半島被俄羅斯控制的時間」，因為1992年的克里米亞憲法賦予當時的克里米亞議會自主選擇與哪些國家建立邦交關係，而2014年公投前克里米亞議會已經表達了明確加入俄羅斯聯邦的意向。
克里米亚自治共和国和塞瓦斯托波爾市分開投票，投票結果亦分開計算。

## 烏克蘭政府「中止公投決議」
3月7日，烏克蘭代總統亞歷山大·圖奇諾夫簽署命令，中止脫烏入俄公投決議的效力。他說，牽涉到烏克蘭領土獨立的問題，必須全民公投才能決定。
3月8日，烏克蘭東部的親俄派在顿涅茨克、哈尔科夫、第聂伯罗彼得罗夫斯克等多座城市制造暴动，要求仿效克里米亚，就「脱乌入俄」議題進行公投。親俄派一度占领了哈尔科夫和敖德萨的地方政府大楼，但很快被烏克蘭鎮壓。

## 结果
俄罗斯宣称克里米亚自治共和国和塞瓦斯托波爾市的投票率分别为83.1%和89.5%，俄国同时宣称公投结果显示两地均有约97%的选民赞成脱离乌克兰并加入俄罗斯的动议。俄占克里米亚当局随即宣布“脱离烏克蘭独立”，并成立克里米亞共和国，数天后加入俄罗斯联邦，并被编入克里米亚联邦管区。

## 國際反應
此公投未获得烏克蘭政府的承认。乌克兰当局在克里米亚公投结果发布之后随即宣布克里米亚议会的决定非法。
欧洲理事会主席范龙佩和欧盟委员会主席巴罗佐当天发表联合声明，称克里米亚公投与乌克兰宪法和国际法相违背，因此此次公投是非法的，其结果将不被承认。由美国、德国、法国等国家组成的七国集团也发表声明，称克里米亚公决没有“法律效力”，将不承认公决结果。
截至2024年，美国、中华人民共和国、欧洲各国、印度和世界其它多數国家及联合国均不承认單方面的「克里米亚公投」合法性，并认为克里米亚属于乌克兰。
关于俄罗斯对克里米亚半岛的军事占领和主权声索，目前仅获亞美尼亞、委內瑞拉、朝鲜、敘利亞等少数聯合國會員國，以及南奥塞梯、阿布哈兹、德左等一些政权承认。

## 外部連結
- 全民公決（页面存档备份，存于）
- 公投的非官方網站, 網上投票（页面存档备份，存于）